# Orada
Orada o Orata (in croato Orada) è uno scoglio disabitato della Croazia, situato lungo la costa occidentale dell'Istria, a nord del canale di Leme.
Amministrativamente appartiene al comune di Fontane, nella regione istriana.

## Geografia
Orada si trova a sudovest di punta Grossa (Debeli rt) e a nord-nordovest dell'insenatura di valle Sabbioni (rt Pod Sabljun). Nel punto più ravvicinato, dista 525 m dalla terraferma (punta Grossa).
Orada è un piccolo scoglio ovale, orientato in direzione ovest-est, che misura 60 m di lunghezza e 40 m di larghezza massima e ha una superficie di 1520 m².

### Isole adiacenti
- Scoglio Santa Brigida (Fržital), isolotto situato 460 m a sud di Orada.
- Bianco (Bili Školj), scoglio situato 540 m circa a sudest di Orada.
- Pietra di Mezzo[2], piccolo scoglio situato 520 m a sudest di Orada, tra Santa Brigida e Bianco. (45°11′31.3″N 13°34′38.6″E)
- Scoglio dei Diamanti[2], piccolo scoglio situato nei pressi di punta Grossa, collegato alla terraferma da un pontile, che dista da Orada 520 m. (45°11′45″N 13°34′48.7″E)
- Altese (Altijež), scoglio situato 320 m a nordovest di Orada.

### Cartografia
- (HR) Mappa topografica della Croazia 1:25000, su preglednik.arkod.hr.